# Heterorhabditidae
Famille
Heterorhabditidae est une famille de nématodes (les nématodes sont un embranchement de vers non segmentés, recouverts d'une épaisse cuticule et menant une vie libre ou parasitaire).
Les nématodes de la famille Heterorhabditidae sont des parasites obligatoires d'insectes. Ils sont porteurs de bactéries symbiotiques du genre Photorhabdus. Plusieurs espèces de cette famille de nématodes sont utilisées dans le cadre de la lutte biologique contre différentes espèces de pestes,. 

## Liste des genres
- Heterorhabditis Poinar, 1976